# Trận Le Mans
Trận Le Mans diễn ra từ ngày 10 cho đến ngày 12 tháng 1 năm 1871 trong cuộc Chiến tranh Pháp-Đức (1870 – 71), khi Tập đoàn quân số 2 (Đức) do Thân vương Friedrich Karl chỉ huy tấn công Tập đoàn quân Loire (Pháp) do tướng Alfred Chanzy chỉ huy ở ngoại ô thành phố Le Mans mạn tây nước Pháp. Kết thúc trận đánh, Tập đoàn quân Loire bị thảm bại và Chanzy phải rút tàn binh chạy tới Laval. Chiến thắng của quân đội Phổ-Đức tại Le Mans đã đặt dấu chấm hết cho sự kháng cự của quân lực Cộng hòa Pháp ở miền tây.

## Bối cảnh
Sau khi bị quân Đức thuộc Tập đoàn quân số 2 dưới quyền Thân vương Friedrich Karl và phân bộ quân Mecklenburg đánh tan trong trận Orléans lần thứ hai, Tập đoàn quân Loire của Pháp bị cắt làm đôi: trên bờ bắc sông Loire, Tập đoàn quân Loire thứ hai được hình thành từ 2 quân đoàn XVI, XVII và được đặt dưới sự điều khiển của tướng Alfred Chanzy. Phía nam sông Loire, Tập đoàn quân Miền Đông được lập thành từ 3 quân đoàn XV, XVIII, XX do tướng Charles Denis Bourbaki chỉ huy và rút về Bourges. Thấy quân Pháp đã đuối sức, Tổng Tham mưu trưởng liên quân Phổ-Đức Helmuth von Moltke truyền lệnh cho Friedrich Karl đánh dứt điểm đối phương trước khi các cuộc đàm phán đình chiến có thể khai mạc. Để vây diệt Bourbaki, Friedrich Karl sai Trung tướng Constantin von Alvensleben dẫn Quân đoàn III ngược dòng tiến đến Gien trong khi Quân đoàn IX của Thượng tướng Bộ binh Albrecht von Manstein và một lữ đoàn kỵ binh vượt sang bờ trái sông Loire tại Orléans và thọc xuống Bourges. Một khi đến Gien, Alvensleben sẽ quay quân xuống phía nam để phối hợp với Manstein. Đồng thời, Moltke sai Đại Công tước Mecklenburg đem quân xuôi dòng tiến đánh Tours, nơi có lẽ Chanzy sẽ tiến hành một cuộc tử thủ cuối cùng. 
Mặc dù một bộ phận lớn của Quân đoàn XVI Pháp đã bỏ chạy về Blois ngoài tầm kiểm soát của Chanzy, Chanzy vẫn còn đủ lực lượng để dàn tuyến phòng thủ trước thị trấn Beaugency, nơi quân ông đụng độ với Phân bộ quân Mecklenburg trong các ngày 8 – 9 tháng 12. Quân Đức thắng thế, song Mecklenburg ngừng tấn công vào đêm ngày 9 vì sợ nếu thọc quá sâu thì 24.000 quân của ông sẽ bị 100.000 quân Pháp của Chanzy bủa vây tiêu diệt. Nhận thấy nhiệm vụ của Mecklenburg là quá nặng, Moltke truyền cho Friedrich Karl ngừng truy kích Bourbaki và trao cho ông này toàn quyền chỉ huy chiến dịch Loire để thanh toán Chanzy. Thừa lệnh, Friedrich Karl cho Quân đoàn III dừng chân tai Gien và cấp tốc hành quân trở lại Orléans, nơi họ sẽ theo chân Quân đoàn X vào trận tại Beaugency. Đối với Chanzy, mọi hy vọng bây giờ được đặt vào sự tiếp viện nhanh chóng của Bourbaki từ Bourges. Phía nam sông Loire, Sư đoàn Hessen, Quân đoàn IX Phổ đã đánh chiếm thành Chambord vào đêm ngày 9-10 và đánh đến tận Blois trong ngày 10, giành được một ngọn cầu và uy hiếp hậu quân của Chanzy. Thế nhưng 150.000 quân của Bourbaki tại Bourges không hề động đậy. Bourbaki sai quân chiếm các ngả đường từ Bourges và Viezon tới Orléans, nhưng các đạo binh tàn tạ của ông phớt lờ thượng lệnh. Trước tình hình đó, Chanzy đành triệt binh về phía tây theo hướng Le Mans, một giao điểm đường sắt lớn ở miền nam. 
Đói ăn và run rẩy trong giá rét và mưa tuyết, hàng nghìn binh sĩ Pháp đã ồ ạt đào ngũ trên đường rút. Tình hình quân lực Pháp trở nên khủng hoảng, nhưng may mắn cho Chanzy là Friedrich Karl chỉ truy đuổi chậm. Cũng giống như quân Pháp, các đoàn quân Phổ-Đức đã trở nên lạnh cóng, đói khát, và kiệt sức vào cuối năm 1870. Nhiều lính quân dịch được huấn luyện vội vã của Đức phải nhập viện do không thích nghi nổi với điều kiện thời tiết khắc nghiệt của mùa đông. Thêm vào đó, càng xa Orléans thì Friedrich Karl càng sợ đường tiếp tế bị kéo căng, và ông vẫn không khỏi quan ngại nguy cơ bị cánh quân của Bourbaki đánh úp từ phía sau. Trong bộ dạng thê thảm, đoàn quân của Chanzy cuối cùng đã tiếp cận được Le Mans. 

## Quân Đức tổng tiến công Le Mans

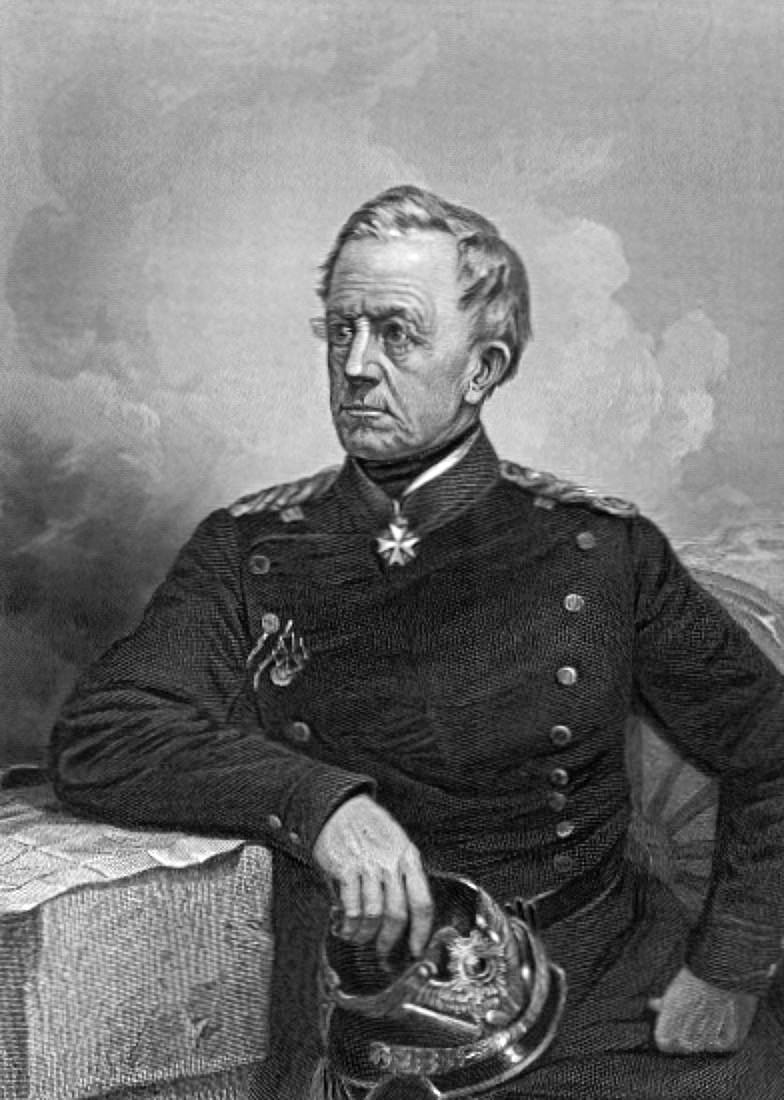
Tổng tham mưu trưởng Phổ Helmuth von Moltke

Hiểu rằng các tướng Pháp đã ráo riết xây lại lực lượng tại Bourges và Le Mans trong khi tình hình Paris trở nên nguy cấp, Moltke nhận định quân Pháp sẽ sớm tấn công để giải nguy cho Paris, và nếu Friedrich Karl còn trì trệ thì đại quân của ông sẽ bị hủy diệt. Do đó, vào ngày Tết Dương lịch, Moltke phát lệnh cho Friedrich Karl tiến quân về hướng tây để giải quyết Chanzy trước khi ông ta có thể mở một cuộc tấn công phối hợp cùng Bourbaki. Friedrich Karl dàn Tập đoàn quân số 2 thành một vòng cung rộng để tập trung tấn công Le Mans: ở bên phải có 2 sư đoàn 17 và 20 của Mecklenburg – giờ đã trở thành Quân đoàn XIII – từ Chartres tiến xuôi dòng sông Huisne; ở trung tâm, các Quân đoàn III và IX nối đuôi nhau tiến theo con đường chính qua St. Calais về Le Mans; bên trái có Quân đoàn X tiến xuôi dòng sông Loir. Sau khi khởi hành ngày 6 tháng 1, đại quân Đức đã quét sạch những sư đoàn lẻ mà Chanzy đưa đến để cầm chân họ. 
Ở ngoại ô Le Mans, Chanzy đã xây dựng một hệ thống công sự và chiến hào vững chắc. Trong tay ông giờ đây có 3 quân đoàn cùng 20 tiểu đoàn Vệ binh Cơ động Bretagne mà ông triệu tập từ trại Conlie, cách Le Mans 15 km về hướng bắc. Tại cánh cực trái, Chanzy bài trí Quân đoàn XXI ở phía bắc thung lũng sông Huisne để đối mặt với mũi tiến công của Mecklenhurg. Bên cánh trái, Quân đoàn XVII chốt giữ cao nguyên dài giữa Yvré và Champagné, được yểm trợ ở phía trước bởi hỏa lực pháo binh từ các ngọn đồi phía tây Yvré và ở hai bên sườn bởi sông Huisne. Cánh phải (gồm Quân đoàn XVI và Vệ binh Cơ động Bretagne) dưới quyền Đô đốc Bernard Jauréguiberry cố thủ cao nguyên Chemin aux Boeufs giữa hai sông Sarthe và Huisne. 

### Diễn biến trận đánh
Vào ngày 10 tháng 1 năm 1871, quân Đức mở màn tiến công trận địa phòng thủ của Pháp gần Le Mans. Đây là một cuộc tấn công phối hợp kém - trong đó binh lính và đại bác di chuyển chậm trên những con đường quanh co, chật hẹp và phủ tuyết - và không đạt được tiến triển nào. Hôm sau, tướng Alvensleben xua Quân đoàn III Brandenburg tấn công dồn dập cánh trái quân Pháp. Quân Đức đánh đuổi được quân Pháp khỏi dãy đồi phía trên Champagné, nhưng khi truy kích, họ bị pháo binh Pháp từ bên kia sông Huisne dập mạnh và chịu thương vong cao. Sau đó, bộ binh Pháp phản công giành lại được một phần các cao điểm bị mất. Trong khi đó, về phía bắc thung lũng Huisne, quân Pháp trụ vững trước các cuộc tấn công của quân đoàn Mecklenburg. 

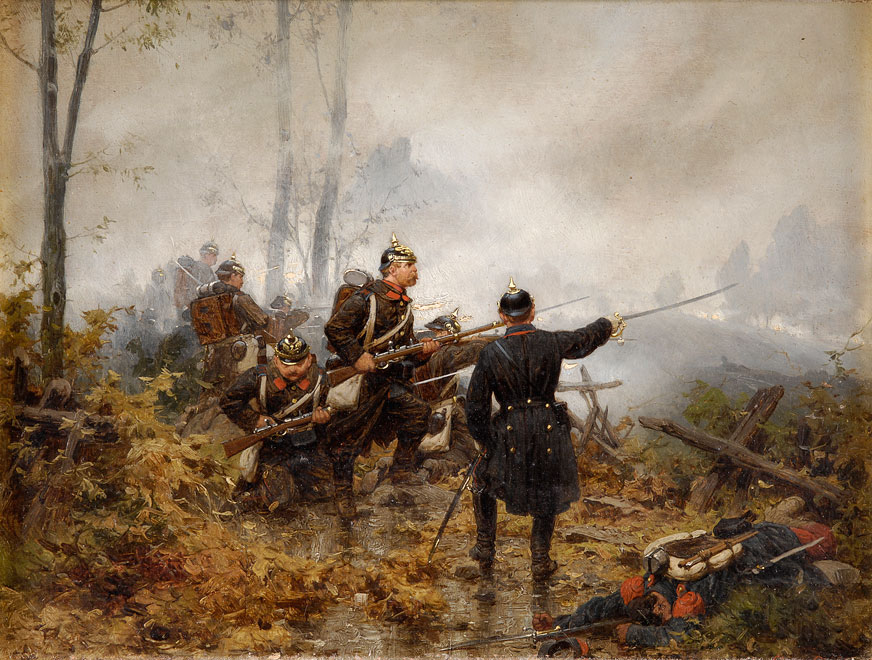
Lính Phổ thuộc Trung đoàn Bộ binh 17 chiến đấu tại Le Mans.

Lúc 19h tối, tướng Voigts-Rhetz mang Quân đoàn X Phổ đến trước cao nguyên Chemin aux Boeufs và sớm phát hiện ra hệ thống phòng ngự kiên cố của quân cánh phải Pháp. Mặc dù vậy, ông tấn công ngay tức khắc; và sau khi quét sạch các tiền đồn quân Pháp, ông huy động một tiểu đoàn xông thẳng vào trận địa đối phương theo các đội hình dày đặc. Chẳng may cho quân Pháp, đòn đánh táo bạo của Voigts-Rhetz đã giáng trúng các đơn vị Vệ binh Cơ động Bretagne được huấn luyện và trang bị rất kém. Bị choáng ngợp, quân Vệ binh Cơ động Bretagne nhanh chóng tan tác và kéo theo đó là sự đổ vỡ của toàn bộ cánh phải quân Pháp. Trước đà tấn công mãnh liệt của quân Đức, Jauréguiberry phải dành cả đêm để chỉnh đốn hàng ngũ và tiến hành phản công, nhưng thất bại. Đói khát, rét buốt và mất ngủ, các đơn vị quân cánh phải Pháp hoàn toàn tan rã và mạnh ai nấy cắm đầu chạy vào Le Mans. Tình hình Tập đoàn quân Loire trở nên náo loạn hơn bao giờ hết. Không còn cách nào khác, vào buổi sáng ngày 12 tháng 1, Jauréguibery thỉnh cầu Chanzy tiến hành triệt binh ngay lập tức. Mặc dù Chanzy đã bác bỏ nhiều bản hung tin của các bộ tướng khác trong suốt đêm ngày 11, ông tin tưởng Jauréguibbery và chấp thuận đề xuất của ông này. 
Do cánh trái quân Pháp phần nào còn nguyên vẹn và quân Đức chưa nhận thức rõ được sự tan vỡ toàn diện của cánh phải, người Pháp đã dời được một số kho quân trang, quân dụng khỏi Le Mans trước khi đối phương truy đuổi tàn binh của Jauréguibbery. Bên cánh trái, các đợt phản công của quân Pháp đã giữ chân Quân đoàn III Phổ đủ lâu cho toàn bộ lực lượng Pháp rút an toàn qua sông Sarthe. Sau đó, các tàn binh bại tướng của Tập đoàn quân Loire bắt đầu rút qua những đống tuyết dày đặc về Laval ở mạn tây. Một sĩ quan Vệ binh Cơ động Pháp đã viết vào ngày 13 tháng 10: "Khi tôi viết chuyện về cuộc triệt thoái của quân ta tới Le Mans, tôi đã nghĩ là tôi sẽ không bao giờ chứng kiến một tai ương lớn hơn nữa. Tôi đã nhầm... Nước Pháp đang rơi từ vực thẳm này xuống vực thẳm khác". Viên sĩ quan không thể quên được vẻ mặt "tái mét" của những mớ tàn quân và cảnh tượng "...tất cả súc vật đã chết hoặc đang hấp hối đều biến thành những bộ xương và bị lõm sâu vào băng tuyết, trong khi chúng còn thở".

## Kết cục

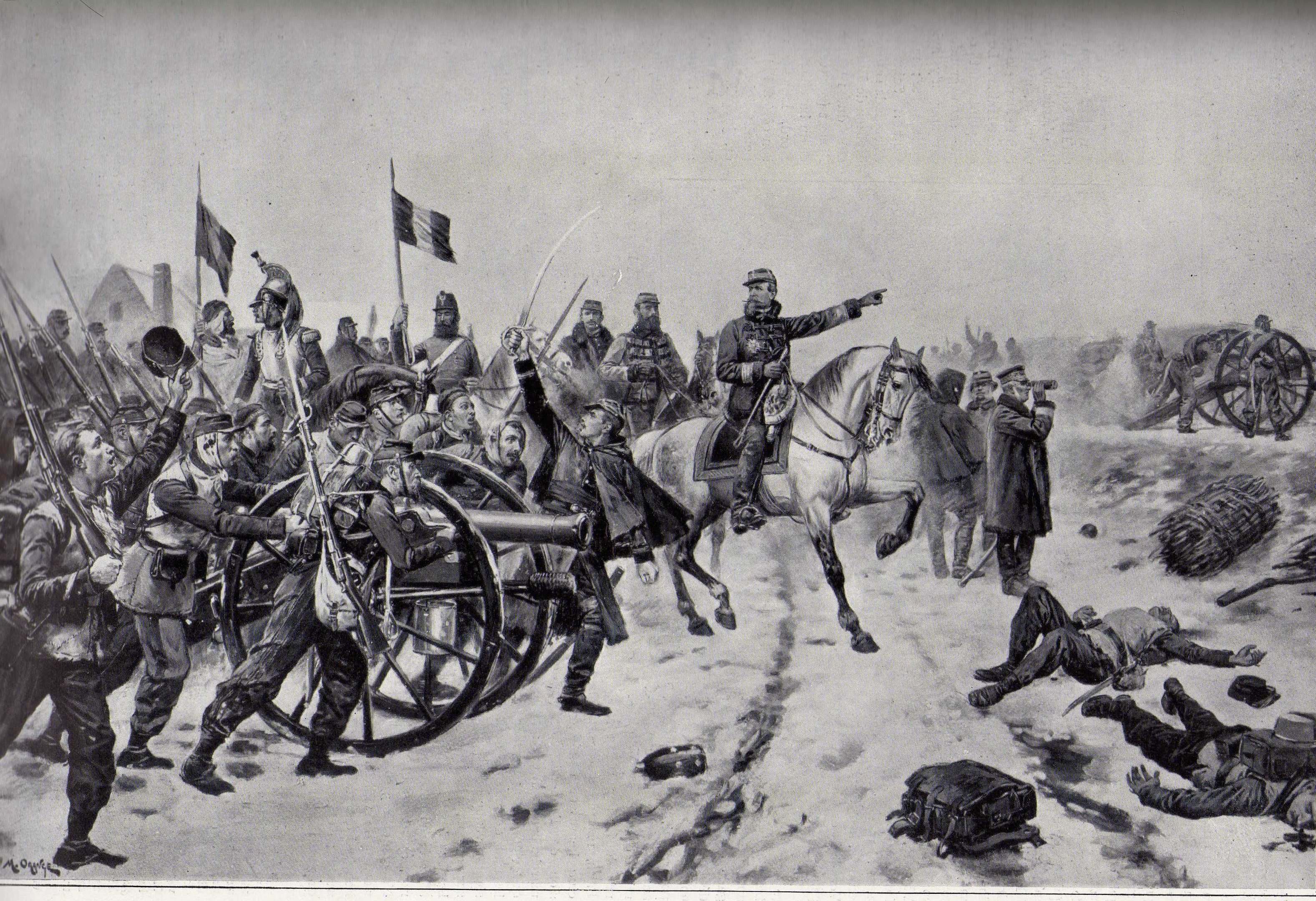
Trận Le Mans

Trận chiến Le Mans đã gây cho quân Pháp tổn thất đến 25.000 tử trận, bị thương và bị bắt, cộng thêm 50.000 đào ngũ. Thương vong của phía Đức lên đến 158 sĩ quan và 3260 binh lính, trong số đó 107 sĩ quan và 1.730 binh lính thuộc về Quân đoàn III. Quân Đức cũng thu được 20 cỗ pháo và 2 cờ hiệu.
Sau 6 ngày chinh chiến, đại quân Đức giờ đã thấm mệt và Friedrich Karl chỉ cử một lực lượng tối thiểu cần thiết theo chân đối phương. Dù gì, cuộc thảm bại tại Le Mans đã đánh dấu chấm hết cho Tập đoàn quân Loire dưới tư cách là một lực lượng chiến đấu hữu hiệu. Từ những gì anh ta tai nghe mắt thấy, một binh nhì Phổ trên chiến trường Le Mans đã viết vào ngày 12: "tình hình cho chúng tôi thấy quân Pháp không chỉ thua trận mà còn suy sụp tinh thần. Các ba lô và súng trường của họ nằm vươn vãi khắp đường sá. Hàng loạt đơn vị tìm đến đầu hàng chúng tôi. 30 tên bộ binh Pháp đầu hàng một người bạn tôi... Chúng tôi tự hỏi làm sao đội quân này đã có thể gây chúng tôi thật bận tâm, do họ tuyệt nhiên không hề được huấn luyện, không thể hành quân hay bắn, và không chịu đựng được những cú sốc tâm thần trong chiến tranh." Đối với đoàn quân tả tơi của Chanzy cùng đại bộ phận dân chúng Pháp, cuộc chiến giờ đây đã chấm dứt với phần thua thuộc về nước họ. 